# Масловский, Алексей Францевич
 Алексей Францевич Масловский  (1831—1889) — русский натуралист, зоолог, профессор Харьковского университета.

## Биография
Сын учителя Харьковского уездного училища. Родился 7 марта 1831 года[по какому календарю?]. Образование получил в Первой Харьковской гимназии (1848) и в Харьковском университете (1853) — на естественном отделении физико-математического факультета.
Будучи студентом 3 курса, в 1851 году он отправился за границу и посетил университеты и другие высшие учебные заведения в Берлине, Бреславле, Гейдельберге и Париже. Слушал лекции, посещал музеи и лаборатории, занимался изучением морских животных в Остенде.
После возвращения из-за границы в 1855 году получил степень магистра и был определён адъюнктом-профессором по кафедре зоологии в Харьковском университете. В 1863 году после получения докторской диссертации назначен ординарным профессором, до 1872 года читал на медицинском факультете Харьковского университета сравнительную анатомию. С 21 декабря 1874 года — в чине действительного статского советника.
Был награждён орденами Св. Владимира 3-й ст. (1880) и Св. Анны 2-й ст. (1871). Имел каменный дом в Харькове.
Труды Масловского были напечатаны в «Bulletin de la Societe Imperiale des Naturalistes de Moscou», «Einige Beobachtungen uber das Knochengeruste der Fische Cyprinus vimba Pall. und Cyprinus carinatus Guldenst.» (1855); «Microscopische Untersuchungen uber die Structur der Insectenhaut» (1857) и другое. Отдельными изданиями вышли: «Исследование рыбы овсянки» (Харьков, 1854) и «Историю развития позвоночных животных и их органов» (Харьков, 1855—1866).